# Ingeniería de software experimental
La Ingeniería de Software Experimental es la parte de la Ingeniería de Software que se enfoca en reunir evidencia, a través de mediciones y experimentos que involucran sistemas de software (productos de software, procesos y recursos). Esta información está destinada a ser utilizada como la base de teorías sobre los procesos involucrados en la Ingeniería de Software (la teoría respaldada por datos es un principio fundamental del método científico). Varios grupos de investigación usan principalmente técnicas empíricas y experimentales.
La Ingeniería de Software Empírica es un concepto relacionado, y a veces utilizado como sinónimo de la Ingeniería de Software Experimental. La Ingeniería de Software Empírica enfatiza el uso de estudios empíricos de todo tipo para acumular conocimiento. Los métodos utilizados incluyen experimentos, estudios de casos, encuestas y el uso de los datos disponibles.

## Futuro de la investigación de ingeniería de software empírico
En una conferencia magistral en el Simposio Internacional sobre Ingeniería y Medición de Software Empírico, el Prof. Wohlin recomendó diez compromisos que la comunidad de investigación debería seguir para aumentar la relevancia y el impacto de la investigación de ingeniería de software empírica. Sin embargo, en la misma conferencia, el Dr. Ali argumentó de manera efectiva que solo el seguimiento de estos no será suficiente y necesitamos hacer más que solo mostrar la evidencia que respalda los supuestos beneficios de nuestras intervenciones, pero en cambio lo que se requiere para la relevancia práctica y el impacto potencial es la evidencia de costo-beneficio.

### Red Internacional de Investigación en Ingeniería de Software (ISERN)
La International Software Engineering Research Network (ISERN) es una comunidad global de grupos de investigación que están activos en la Ingeniería de Software Experimental. Su propósito es avanzar en la práctica de fomentar la colaboración entre la universidad y la industria dentro de la Ingeniería de Software Experimental. La ISERN celebra una reunión anual junto con la conferencia International Symposium on Empirical Software Engineering and Measurement (ESEM).